# Aldea del Cano
Aldea del Cano település Spanyolországban, Cáceres tartományban. Aldea del Cano Cáceres, Casas de Don Antonio és Torrequemada községekkel határos. Lakosainak száma 600 fő (2024).

## Népesség
A település népessége az elmúlt években az alábbi módon változott:
| Lakosok száma | 785  | 742  | 744  | 721  | 699  | 683  | 651  | 600  | 610  | 600  |
|               | 2001 | 2004 | 2006 | 2009 | 2011 | 2014 | 2016 | 2019 | 2021 | 2024 |